# Gran Premio de Lugano 2017
La 71.ª edición de la clásica ciclista Gran Premio de Lugano se celebró en Suiza el 7 de mayo de 2017 sobre un recorrido de 185,6 km con inicio y final en la ciudad de Lugano. 
La carrera formó parte del UCI Europe Tour 2017, dentro de la categoría 1.HC.
La carrera fue ganada por el corredor italiano Iuri Filosi del equipo Nippo-Vini Fantini, en segundo lugar Marco Frapporti (Androni Giocattoli) y en tercer lugar Davide Orrico (Sangemini-MG.Kvis).

## Equipos participantes
Tomaron parte en la carrera 14 equipos: 1 de categoría UCI ProTeam; 5 de categoría Profesional Continental; 7 de categoría Continental y el equipo nacional de Suiza. Formando así un pelotón de 112 ciclistas de los que acabaron 38. Los equipos participantes fueron:
| WorldTeam- UAE Team Emirates Equipos continentales profesionales (5)- Israel Cycling Academy - Androni Giocattoli - Nippo-Vini Fantini - Gazprom-RusVelo - Novo Nordisk Equipos continentales (7)- Roth-Akros - Amore & Vita-Selle SMP-Fondriest - Vorarlberg - Bicicletas Strongman - Meridiana Kamen - D'Amico-Utensilnord - Sangemini-MG.Kvis Equipo nacional- Suiza |
| |

## Clasificación final
- Las clasificaciones finalizaron de la siguiente forma:[3]

| \| Clasificación general \| Clasificación general \| Clasificación general \| Clasificación general \| Clasificación general \| \| Ciclista \| Ciclista \| Equipo \| Tiempo \| \| \| --------------------- \| -------------------------- \| --------------------------- \| --------------------- \| --------------------- \| \| 1.º \| Iuri Filosi \| Nippo-Vini Fantini \| 5 h 04 min 13 s \| \| \| 2.º \| Marco Frapporti \| Androni-Sidermec-Bottecchia \| + 0 s \| \| \| 3.º \| Davide Orrico \| Sangemini-MG.Kvis \| + 17 s \| \| \| 4.º \| Daniel Turek \| Israel Cycling Academy \| + 19 s \| \| \| 5.º \| Andrea Vendrame \| Androni-Sidermec-Bottecchia \| + 1 min 17 s \| \| \| 6.º \| Marco Canola \| Nippo-Vini Fantini \| + 1 min 22 s \| \| \| 7.º \| Francesco Manuel Bongiorno \| Sangemini-MG.Kvis \| + 1 min 22 s \| \| \| 8.º \| Vegard Stake Laengen \| UAE Team Emirates \| + 1 min 22 s \| \| \| 9.º \| Alessandro Bisolti \| Nippo-Vini Fantini \| + 1 min 22 s \| \| \| 10.º \| José Manuel Díaz Gallego \| Israel Cycling Academy \| + 1 min 22 s \| \| |                            |                             |                 |
| |                            |                             |                 |
| Fuente: ProCyclingStats |                            |                             |                 |
| Clasificación general |                            |                             |                 |
| Ciclista | Ciclista                   | Equipo                      | Tiempo          |
| 1.º | Iuri Filosi                | Nippo-Vini Fantini          | 5 h 04 min 13 s |
| 2.º | Marco Frapporti            | Androni-Sidermec-Bottecchia | + 0 s           |
| 3.º | Davide Orrico              | Sangemini-MG.Kvis           | + 17 s          |
| 4.º | Daniel Turek               | Israel Cycling Academy      | + 19 s          |
| 5.º | Andrea Vendrame            | Androni-Sidermec-Bottecchia | + 1 min 17 s    |
| 6.º | Marco Canola               | Nippo-Vini Fantini          | + 1 min 22 s    |
| 7.º | Francesco Manuel Bongiorno | Sangemini-MG.Kvis           | + 1 min 22 s    |
| 8.º | Vegard Stake Laengen       | UAE Team Emirates           | + 1 min 22 s    |
| 9.º | Alessandro Bisolti         | Nippo-Vini Fantini          | + 1 min 22 s    |
| 10.º | José Manuel Díaz Gallego   | Israel Cycling Academy      | + 1 min 22 s    |

## UCI World Ranking
El Gran Premio de Lugano otorga puntos para el UCI Europe Tour 2017 y el UCI World Ranking, este último para corredores de los equipos en las categorías UCI ProTeam, Profesional Continental y Equipos Continentales. Las siguientes tablas son el baremo de puntuación y los corredores que obtuvieron puntos:
| Posición              | 1.ª | 2.ª | 3.ª | 4.ª | 5.ª | 6.ª | 7.ª | 8.ª | 9.ª | 10.ª |
| Clasificación general | 200 | 150 | 125 | 100 | 85  | 70  | 60  | 50  | 40  | 35   |

| 1.º  | Iuri Filosi                | Nippo-Vini Fantini     | 200 |
| 2.º  | Marco Frapporti            | Androni Giocattoli     | 150 |
| 3.º  | Davide Orrico              | Sangemini-MG.Kvis      | 125 |
| 4.º  | Daniel Turek               | Israel Cycling Academy | 100 |
| 5.º  | Andrea Vendrame            | Androni Giocattoli     | 85  |
| 6.º  | Marco Canola               | Nippo-Vini Fantini     | 70  |
| 7.º  | Francesco Manuel Bongiorno | Sangemini-MG.Kvis      | 60  |
| 8.º  | Vegard Stake Laengen       | UAE Emirates           | 50  |
| 9.º  | Alessandro Bisolti         | Nippo-Vini Fantini     | 40  |
| 10.º | José Manuel Díaz Gallego   | Israel Cycling Academy | 35  |